# سفارة اليابان في المكسيك
سفارة اليابان في المكسيك هي أرفع تمثيل دبلوماسي لدولة اليابان لدى المكسيك. تقع السفارة في مدينة مكسيكو وهي تهدف لتعزيز المصالح اليابانية في المكسيك.

## وصلات خارجية
- الموقع الرسمي
- قائمة سفارات اليابان
- قائمة السفارات في المكسيك